# Peter R. Forster

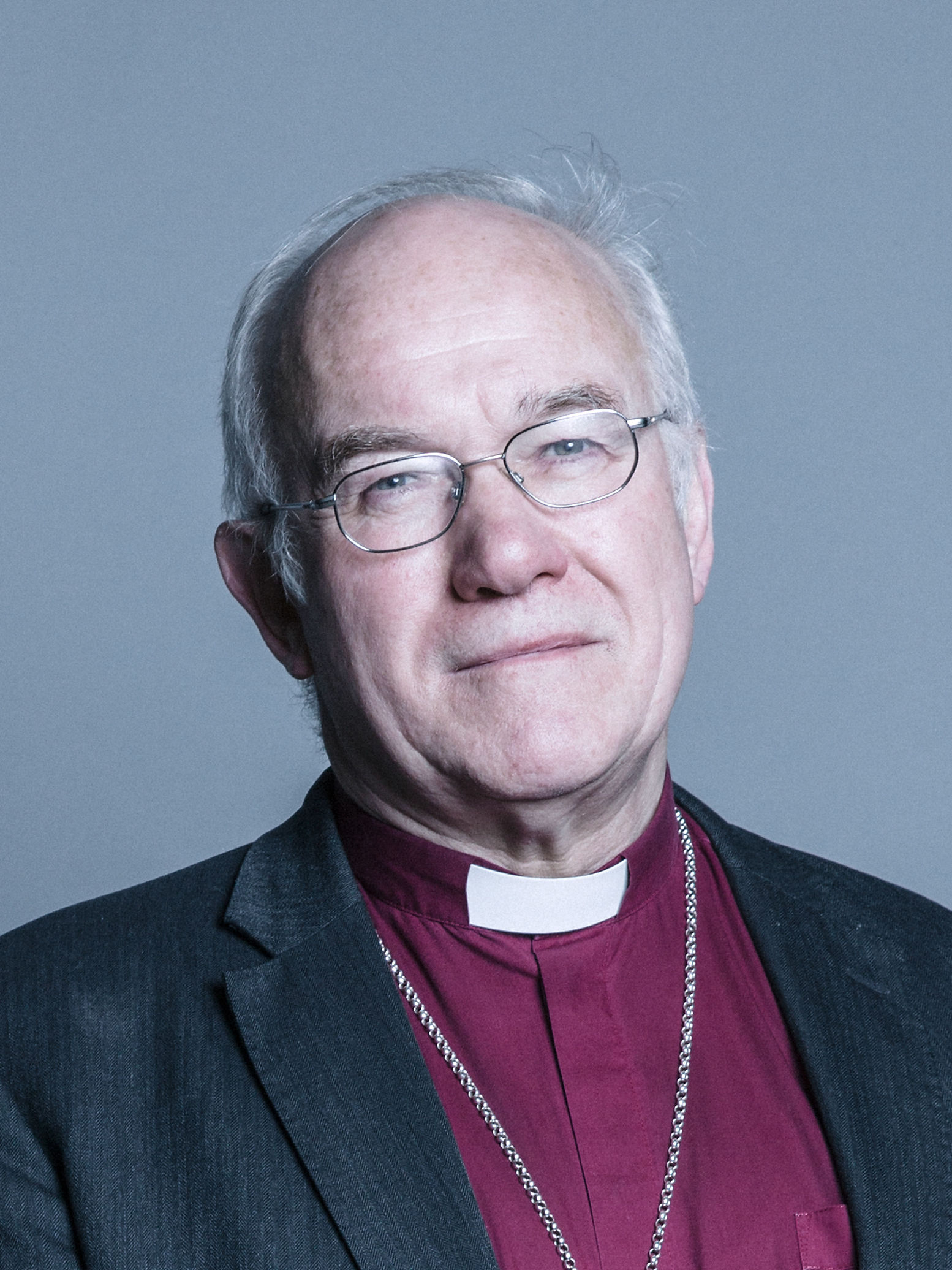
Peter R. Forster, 2018

Peter Robert Forster (* 16. März 1950 in Solihull) ist ein britischer Geistlicher. Er war von 1996 bis 2019 anglikanischer Bischof von Chester. 2021 konvertierte er zum Katholizismus.

## Leben
Forster besuchte das Merton College der University of Oxford und schloss dieses 1973 mit einem Master of Arts in Chemie ab. Er studierte anschließend Theologie an der University of Edinburgh. Dort erlangte er 1977 einen Bachelor im Fach Theologie und 1985 einen Ph.D. im Fach Philosophie. Von 1978 bis 1980 besuchte er das Edinburgh Theological College.
1980 wurde er zum Diakon, 1981 zum Priester geweiht. Von 1980 bis 1982 war er Hilfsvikar im Stadtteil Mossley Hill in Liverpool. Von 1983 bis 1991 war er als Tutor am St John’s College in Durham tätig. Von 1991 bis 1996 war er Vikar an Beverley Minster in Beverley.
1996 wurde er zum 40. Bischof von Chester ernannt; 2019 trat er als Altersgründen zurück.
Forster ist seit 1978 mit Elisabeth Anne Forster (geborene Stevenson) verheiratet. Sie haben zwei Söhne und zwei Töchter.

## Mitgliedschaft im House of Lords
Forster gehörte von 2001 bis zu seinem Ruhestand 2019 als Geistlicher Lord dem House of Lords an. Zu seinen politischen Interessengebieten zählt Forster die Wissenschaftspolitik, die Energiepolitik, das Erziehungswesen und Verfassungsfragen.

## Wirken in der Öffentlichkeit
2001 sprach Forster in Rom bei der X. Ordentlichen Generalversammlung der Bischofssynode der Katholischen Kirche. die unter dem Motto „Der Bischof als Diener des Evangeliums Jesu Christi und für die Hoffnung der Welt“ stand, als im Glauben verbundener Delegierter der Church of England und hielt eine kurze Homilie.
In kirchenrechtlichen Fragen vertritt Forster einen konservativen Standpunkt. Dies zeigte sich insbesondere in seiner Einstellung zur Frage der Homosexualität. Forster gilt als entschiedener Gegner der Homosexualität.
2003 löste Forster eine Kontroverse aus, als er vorschlug, dass Homosexuelle sich psychiatrisch behandeln lassen sollten und sich auf diese Weise selbst reorientieren könnten. In Zusammenhang mit dieser Aussage wurde auch polizeilich gegen ihn ermittelt. Die Ermittlungen wurden jedoch schließlich eingestellt und es kam zu keiner Anklage. Im gleichen Jahr unterschrieb er einen offenen Brief als einer der Bischöfe der Church of England, die die Nominierung von Jeffrey John, einem offen homosexuellen Priester, der in einer festen Beziehung lebte, zum Weihbischof von Reading durch den Erzbischof von Canterbury, Rowan Williams, ablehnten.
Zu den Unterzeichnern gehörten auch die Bischöfe von Bradford, Carlisle, Chichester, Exeter, Liverpool, Rochester, Southwell und Nottingham und Winchester.
Im Mai 2008 geriet Forster in die Kritik, nachdem er sagte, die Menschheit könne möglicherweise nicht für die globale Erwärmung verantwortlich gemacht werden. Es werde geschehen, was bestimmt sei. Gleichzeitig begrüßte er die Aussicht auf eine neue Generation von Kernkraftwerken.

## Konversion zum Katholizismus
Forster war zwar anfangs ein Befürworter der Frauenordination, sogar auf der Bischofsebene, wandte sich aber zunehmend dem römisch-katholischen Lager zu. Im Jahr 2006 kritisierte er den „Rochester-Bericht“ über weibliche Bischöfe, weil er nicht genügend auf die Einwände der römisch-katholischen Kirche einging. 2012 äußerte Forster die Befürchtung, dass durch die Frauenordination „die sakramentale Einheit des Episkopats faktisch zerstört wird“.
2021 konvertierte er zum Katholizismus. Die päpstliche Enzyklika Laudato si’, in der sich Papst Franziskus zu Fragen des Naturschutzes äußert, kritisierte Forster in den Church Times als „naiv“.